# Cyber Security Practitioner
Der Cyber Security Practitioner (CSP) ist eine in Deutschland anerkannte Zertifizierung im Bereich Revision, Kontrolle und Sicherheit von Informationssystemen. Seit der Einführung im April 2014 wurden mehr als 100 Personen in Deutschland als CSP zertifiziert. Die Zertifizierung wurde im Rahmen der Allianz für Cyber-Sicherheit vom Bundesamt für Sicherheit in der Informationstechnik (BSI) und dem deutschen Chapter der Information Systems Audit and Control Association (ISACA) entwickelt und berechtigt den Zertifikatsinhaber zur Durchführung des Cyber-Sicherheits-Check.

## Erlangung des Zertifikats
Das CSP-Zertifikat kann bei ISACA Germany Chapter e.V. und dem Bundesamt für Sicherheit in der Informationstechnik beantragt werden, wenn folgende Bedingungen gegeben sind:
- Teilnahme am Zertifikatskurs Cyber Security Practitioner[3]
- bestandene CSP-Prüfung
- Einhaltung des Ethik-Codes, also wie sich Personen verhalten sollen die einen Cyber Security Check durchführen
- Einhaltung der Standards für Audits von Informationssystemen, auf dem der CSP aufsetzt

## Mitgliedschaft bei ISACA
Die CSP-Zertifizierung ist nicht an die Mitgliedschaft bei der weltweiten ISACA-Dachorganisation und des lokalen (meist nationalen) sog. Chapters gebunden.

## Prüfung
Die deutschlandweit einheitlichen CSP-Prüfungen werden viermal jährlich in verschiedenen Städten durchgeführt. Die Prüfung besteht aus 40 Fragen, die nach dem Single-Choice-Verfahren (Einfachauswahl) in 30 Minuten beantwortet werden müssen. Bei der richtigen Beantwortung von mindestens 75 % der Fragen gilt die Prüfung als bestanden.
Ein CSP-Inhaber ist in der Lage, Sicherheitslücken und Gefahrenpotenzial in IT-Strukturen  gemäß dem Leitfaden des Cyber-Sicherheits-Checks zu identifizieren. Der zum kostenfreien Download freigegebene Leitfaden erklärt in sieben Schritten, wie die Auftragserteilung, das Risikopotential, die Dokumentation, Vor-Ort-Beurteilung sowie die Nachbereitung und Berichterstattung erfolgen können.